# 一声呼び

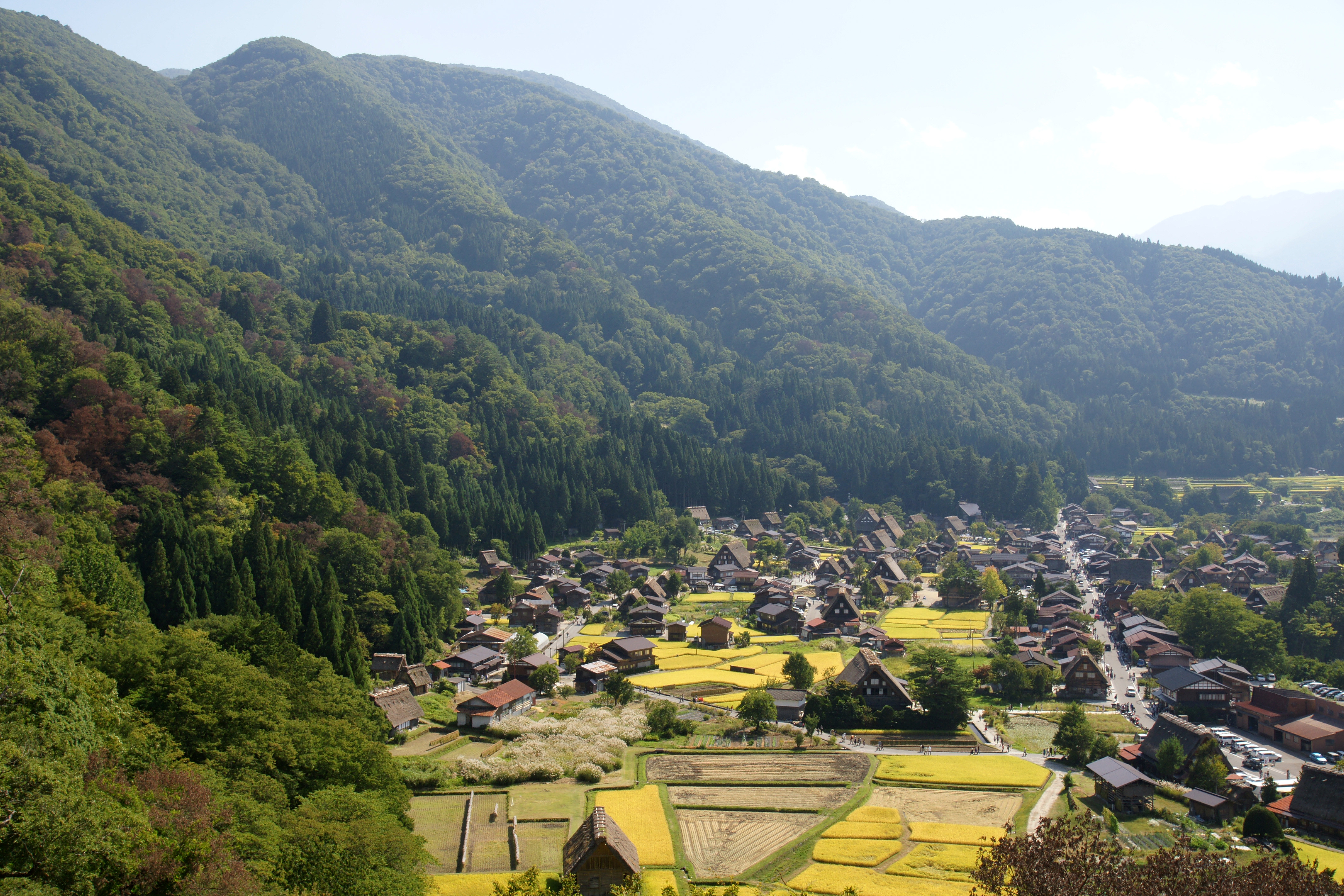
一声呼びの伝わる岐阜県大野郡山地

一声呼び（ひとこえよび）または一声叫び（ひとこえさけび）は、岐阜県大野郡の山間部に伝わる民間信仰。
山中の妖怪が人に呼びかける時には一声しか声をかけないといわれるもので、このことから山中で働く人々は、お互いを呼ぶ際に一声のみで呼ぶことを禁じられ、必ず二声続けて呼ぶよう戒められている。
山中での仕事の際、平地とは異なる山言葉という言葉遣いが用いられることがあるが、この一声呼びもその一つとされる。
同様に山中で何者かに名前を呼ばれるという怪異は他の地域にもある。樺太アイヌでは、山狩りの際に「おーい」と呼ばれたとき、うっかり声に釣られて行くと命が危ないといい、「人呼びおばけ」の意味でカヨーオヤシという。北海道のアイヌでは特に名前はないが、山中で何者かわからないものに呼ばれたときには、1度目と2度目は聞き流し、3度目に人間だとわかったら初めて返事をするよう伝えられている。
荒俣宏の組織した「日本妖怪巡礼団」でも、団員同士の挨拶の際に一声のみでは妖怪に間違われるとし、重ね言葉で「もしもし」と呼び合う慣わしがある。